# Dendrocerus de
Dendrocerus de är en stekelart som beskrevs av Karl-Johan Hedqvist och Paul Dessart 1978. Dendrocerus de ingår i släktet Dendrocerus, och familjen trefåresteklar. Arten är reproducerande i Sverige.